# ドナルド・ペティ
ドナルド・ペティ（Donald Roy Pettit, 1955年4月20日 - ）はアメリカ合衆国の化学技術者、アメリカ航空宇宙局所属の宇宙飛行士である。国際宇宙ステーションでの長期滞在3回を経験し、隕石探査のために南極大陸で6週間過ごした経験を持つ。

## 生い立ち
ペティはオレゴン州シルバートンで育ち、イーグルスカウトに所属していた。1978年にオレゴン州立大学で化学工学の学士号を取得し、1983年にアリゾナ大学で博士号を取得した。1996年までロスアラモス国立研究所で科学者として働き、その後宇宙飛行士の候補に選ばれた。既婚で、2人の息子がいる。

## 国際宇宙ステーション
宇宙飛行士としてのペティの最初のミッションは、2002年から2003年にかけて、第6次長期滞在でミッションスペシャリストとして国際宇宙ステーションに滞在することだった。6ヶ月の滞在の間、彼は外部実験装置の取り付けを補助するため、2回の宇宙遊泳を行った。空いた時間には、"Saturday Morning Science"と呼んでいた一連の講義で、無重力空間で液体はどのように振舞うか等の実験をデモンストレーションした。
ペティはSTS-126でもミッションスペシャリストを務め、ISSに実験機材と供給物資を運んだ。彼は15日20時間29分37秒間をエンデバーで過ごした。
ペティはまた、微小重力中で固体微粒子を凝集させる実験も行った。この実験によって、1マイクロメートルから6ミリメートルの粒径の様々な素材の微粒子は、4リットルの体積中に数グラムを封入すると自然に凝集することが明らかになった。この結果は、静電気の働きによるものと説明されている。惑星の形成の初期の段階においても、粒子の大きさがこの程度で十分な重力ができていなかった時には、このような機構が働いていたと考えられている。

## 発明

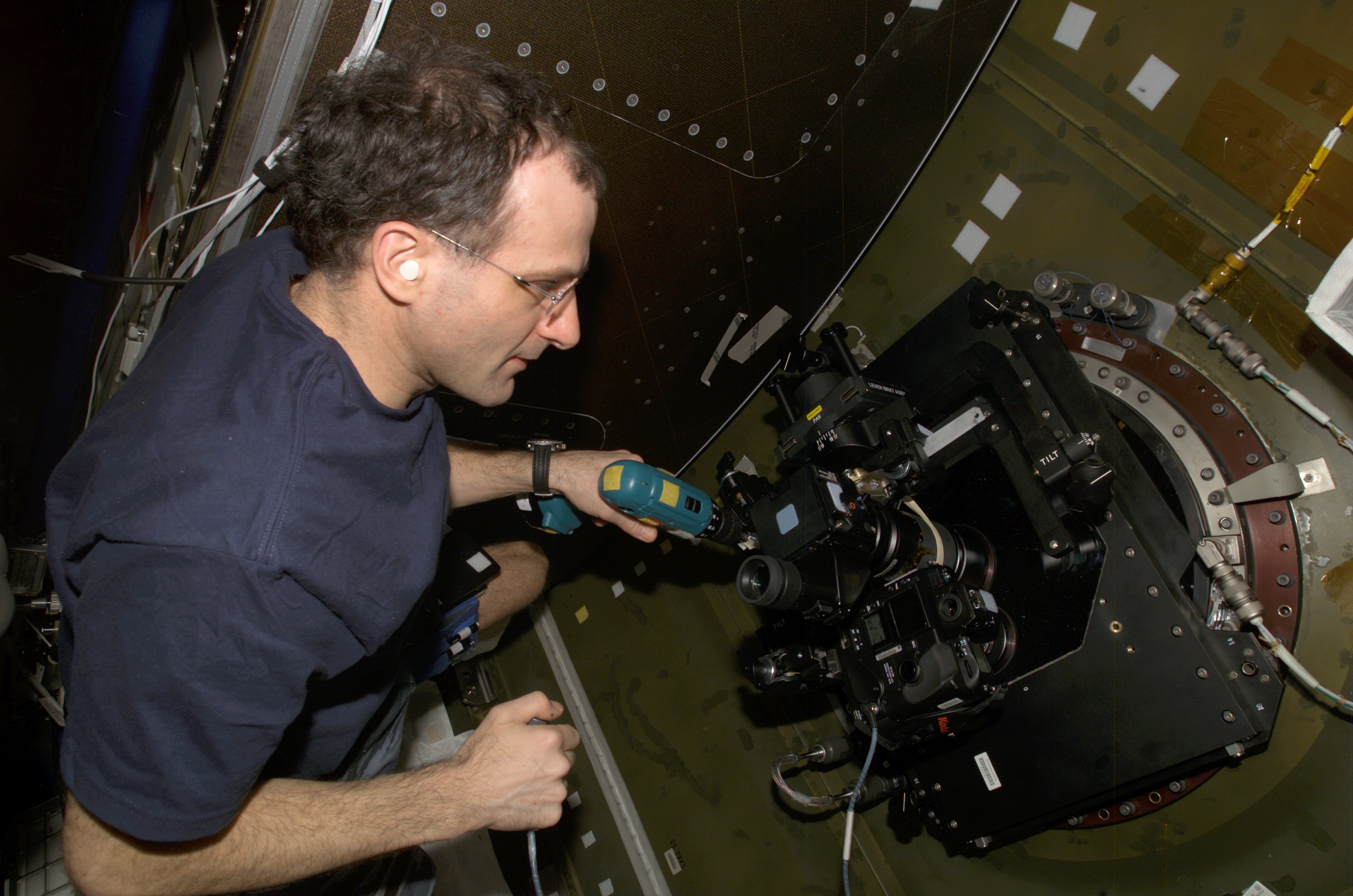
ヘイグ式架台を操作するペティ

2002年から2003年の第6次長期滞在で、ペティはステーションのスペアの部品を使って、地球の表面に対するISSの動きを補正し、軌道上から夜の街の明かりをより高精度で撮影するためのヘイグ式架台を作った。
2008年11月、ペティは無重力コーヒーカップを発明した。これは、表面張力を利用してコーヒーをひだに沿って運び、ストローなしで飲めるというものである。無重力コーヒーカップは2009年5月のナショナルジオグラフィックで特集された。

## 南極大陸
2006年11月から2007年1月まで、ペティはAntarctic Search for Meteorites (ANSMET)に同行し、夏の6ヶ月を南極で過ごして、月からのものを含む隕石のサンプルを採集した。探検隊では、彼はスノーモービルの修理と緊急の歯科手術を担当した。気候が荒れてテントから出られない日には、氷河氷の結晶の写真や磁性流星塵を用いて、Saturday Morning Science series—"on Ice"を続けた（彼は、南極の氷河氷の中には、1リットル当たり1つの流星塵があると見積もっていた）。
またペティは、バターをマウスピースにして、氷で作ったディジュリドゥの演奏を楽しんでいた。